# Nemzeti Bajnokság I 2004-05
La Nemzeti Bajnokság I 2004-05 fue la 103.ª temporada de la Primera División de Hungría. El nombre oficial de la liga fue Arany Ászok Liga por razones de patrocinio. La temporada inició el 7 de agosto de 2004 y finalizó el 26 de mayo de 2005. El campeón fue el club Debreceni VSC, que consiguió su primer título de liga en su historia.
Los dieciséis clubes en competencia disputan dos ruedas con un total de 30 partidos disputados por club. Al final de la temporada, los dos últimos clasificados descienden y son sustituidos por el campeón y subcampeón de la NB2, la segunda división de Hungría.
Debido al aumento de clubes en la NB1 de 12 a 16 para esta temporada, ascendieron de la NB2 la pasada temporada los clubes Honvéd Budapest, Vasas Budapest, Kaposvári Rákóczi, Nyíregyháza Spartacus y Lombard-Pápa TFC.

## Tabla de posiciones
- Al final de la temporada, el campeón se clasifica para la segunda ronda previa de la UEFA Champions League 2005-06. Mientras que el segundo en el campeonato y el campeón de la Copa de Hungría disputarán la Copa de la UEFA 2005-06.

|  |     | Equipo                    | PJ | PG | PE | PP | GF | GC | DG  | PTS |
|  | --- | ------------------------- | -- | -- | -- | -- | -- | -- | --- | --- |
|  | 1.  | Debreceni VSC             | 30 | 19 | 5  | 6  | 57 | 25 | +32 | 62  |
|  | 2.  | Ferencváros Budapest      | 30 | 17 | 5  | 8  | 56 | 31 | +25 | 56  |
|  | 3.  | MTK Budapest1             | 30 | 16 | 9  | 5  | 47 | 26 | +21 | 56  |
|  | 4.  | Újpest Budapest           | 30 | 15 | 10 | 5  | 60 | 34 | +26 | 55  |
|  | 5.  | Győri ETO FC              | 30 | 16 | 6  | 8  | 44 | 32 | +12 | 54  |
|  | 6.  | Zalaegerszegi TE          | 30 | 13 | 5  | 12 | 48 | 45 | +3  | 44  |
|  | 7.  | Matáv Sopron (C)          | 30 | 11 | 9  | 10 | 44 | 44 | 0   | 42  |
|  | 8.  | FC Fehérvár2              | 30 | 11 | 10 | 9  | 44 | 36 | +8  | 40  |
|  | 9.  | Diósgyőri VTK             | 30 | 11 | 4  | 15 | 39 | 45 | -6  | 37  |
|  | 10. | Pécsi Mecsek FC           | 30 | 9  | 9  | 12 | 33 | 35 | -2  | 36  |
|  | 11. | Honvéd Budapest (A)       | 30 | 10 | 5  | 15 | 37 | 58 | -21 | 35  |
|  | 12. | Kaposvári Rákóczi (A)     | 30 | 8  | 10 | 12 | 34 | 47 | -13 | 34  |
|  | 13. | Vasas Budapest (A)        | 30 | 10 | 3  | 17 | 34 | 48 | -14 | 33  |
|  | 14. | Lombard-Pápa (A)          | 30 | 8  | 6  | 16 | 40 | 47 | -7  | 30  |
|  | 15. | Nyíregyháza Spartacus (A) | 30 | 5  | 11 | 14 | 38 | 63 | -25 | 26  |
|  | 16. | Békéscsaba Előre SE3      | 30 | 4  | 7  | 19 | 26 | 65 | -39 | 4   |

1 Se le descontó 1 punto.
2 Se le descontaron 3 puntos.
3 Se le descontaron 15 puntos.
- (C) Campeón de la Copa de Hungría.
- (A) Club ascendido la temporada anterior.

|  | Clasificado para la UEFA Champions League 2005-06.  |
|  | Clasificado para la Copa de la UEFA 2005-06.        |
|  | Clasificado para la Copa Intertoto de la UEFA 2005. |
|  | Descenso a la Nemzeti Bajnokság II.                 |

## Máximos goleadores
| Jugador         | Club              | Goles |
| --------------- | ----------------- | ----- |
| Tomáš Medveď    | Lombard Pápa      | 18    |
| Igor Bogdanović | Debreceni VSC     | 15    |
| Lóránt Oláh     | Kaposvári Rákóczi | 15    |
| Zsolt Bárányos  | FC Sopron         | 14    |
| Péter Rajczi    | Újpest FC         | 13    |
| Zsombor Kerekes | Debreceni VSC     | 12    |